# Stanislav Kluch
Stanislav Kluch (6. května 1891 Zahrádka – 29. května 1942 Kounicovy koleje) byl československý legionář a odbojář popravený nacisty.

## Život
Stanislav Kluch se narodil 6. května 1891 v městě Zahrádka, které zaniklo v roce 1976 díky výstavbě vodní nádrže Švihov. Vychodil čtyři roky obecné školy a vyučil se krejčím. Po vypuknutí první světové války byl povolán do c. a k. armády a bojoval na ruské frontě. Dne 4. července 1916 padl u města Kolky v hodnosti vojína do zajetí. Do Československých legií se přihlásil v Darnici, zařazen byl dne 3. srpna 1916. Absolvoval Sibiřskou anabázi a do Československa se vrátil v roce 1920. V armádě dále nepokračoval, pracoval jako finanční úředník.

## Protinacistický odboj
V roce 1942 pomáhal Stanislav Kluch ukrývat člena výsadku S1/R Františka Ryše. Za to byl zatčen gestapem, vězněn na Kounicových kolejích a dne 29. května 1942 tamtéž popraven zastřelením.

## Rodina
Stanislav Kluch se oženil s Františkou rozenou Winterovou (1900-1942). Za pomoc Františku Ryšovi byla ve stejný den a na stejném místě popravena i ona. Manželům se narodily čtyři děti. František Kluch (1922-1942) byl za stejný čin popraven v Kounicových kolejích dne 12. června 1942, Vladimír Kluch (1924-1942), ač nebyl plnoletý, dne 30. května 1942, Eliška Kluchová (*1924) byla zatčena, zbita, ale propuštěna a do konce války se starala o tehdy desetiletého Stanislava.

## Posmrtná ocenění
- V roce 1946 byla po Stanislavu Kluchovi pojmenována ulice v Novém Lískovci[5]